# Gomesa planifolia
Gomesa planifolia là một loài thực vật có hoa trong họ Lan. Loài này được (Lindl.) Klotzsch ex Rchb.f. mô tả khoa học đầu tiên năm 1852.

## Hình ảnh

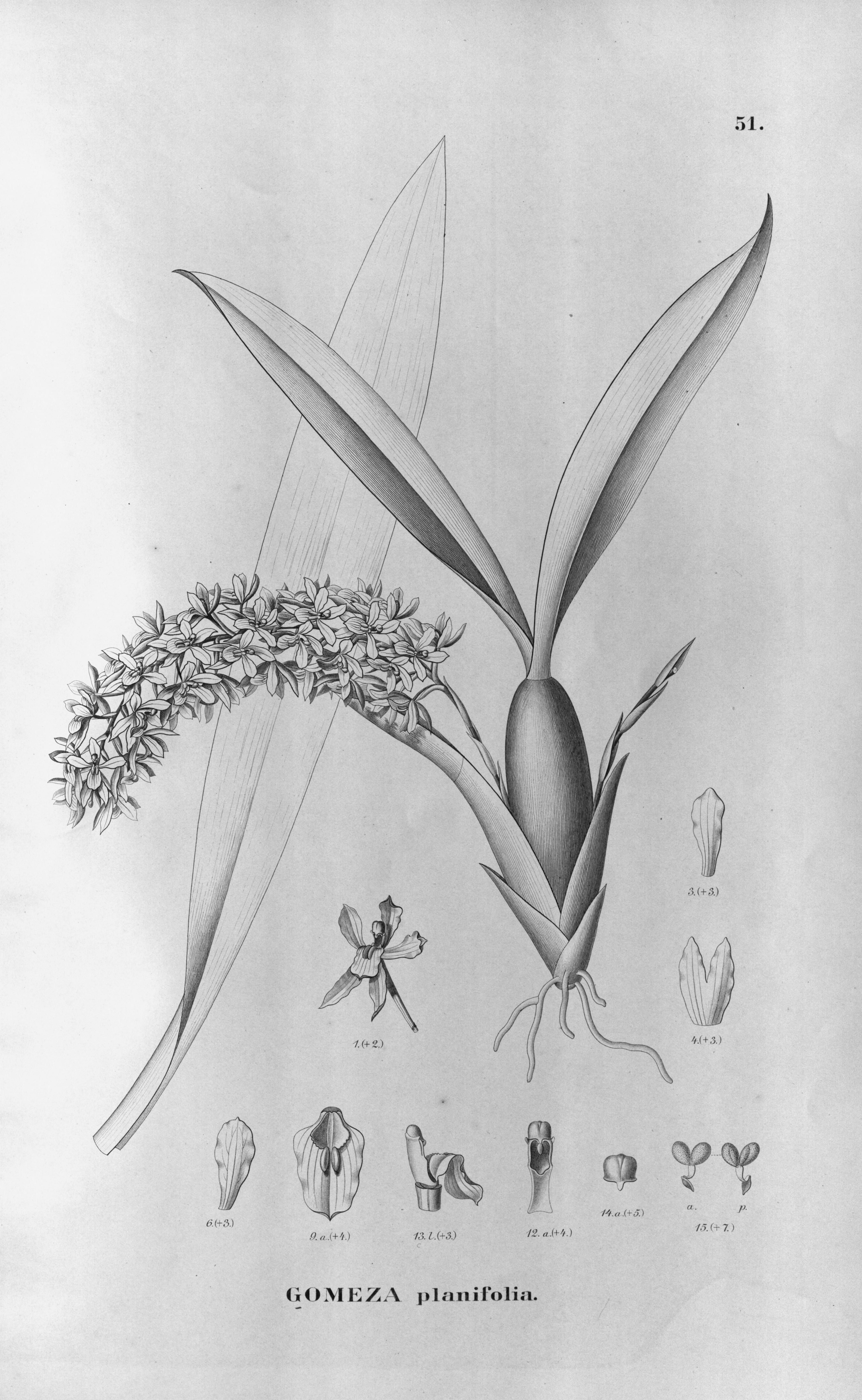